# 朝メシまで。
『朝メシまで。』（あさメシまで。）は、2022年10月16日からテレビ朝日で放送されているバラエティ番組。2022年6月に単発特番として放送され、同年10月からレギュラー放送が開始された。

## 概要
「真夜中に働く人方々が一日の“シメ”に食べる朝ごはんとは!?」をコンセプトに、深夜のお仕事に密着。なぜ真夜中に作業を行うのか、どんな思いで仕事をしているのか、深夜ならではの知られざる苦労などを、密着取材を通して学ぶドキュメントバラエティ番組である。
2022年12月17日、初となるゴールデンタイムでのスペシャルを放送。
2023年2月8日には水曜19時台にてスペシャル第2弾、5月3日には第3弾が放送された。
同年9月からはスペシャル第2弾、第3弾と同じ放送時間にてレギュラー放送がゴールデンタイムに進出。
ゴールデン進出後は『くりぃむクイズ ミラクル9』と交互で2時間SPを放送することが多いが、2024年4月17日に初めて当番組と『ミラクル9』両番組が通常編成を放送された。
2024年以降は飲食店の朝食メニューを紹介することがある。

## 出演者

### MC
- ウエンツ瑛士[2]
- 児嶋一哉（アンジャッシュ）[2]

### ナレーション
- 楠木ともり（2023年9月6日放送分から）

### 特別ナレーション
- 寺脇康文（2023年11月22日）
- 田中圭（2024年1月1日）
- 内藤剛志（2024年2月28日、2024年5月8日）
- 仲村トオル（2024年4月10日）
- 黒木瞳（2024年4月17日）

## ネット局

### 土曜深夜時代
レギュラー放送
| 放送対象地域 | 放送局                 | 系列           | 放送時間                     | ネット状況 | 備考   |
| ------------ | ---------------------- | -------------- | ---------------------------- | ---------- | ------ |
| 関東広域圏   | テレビ朝日（EX）       | テレビ朝日系列 | 日曜 0:30 - 1:00（土曜深夜） | 制作局     | 制作局 |
| 沖縄県       | 琉球朝日放送（QAB）    | テレビ朝日系列 | 日曜 0:30 - 1:00（土曜深夜） | 同時ネット | [ 7 ]  |
| 秋田県       | 秋田朝日放送（AAB）    | テレビ朝日系列 | 土曜 16:00 - 16:30           | 遅れネット |        |
| 福島県       | 福島放送（KFB）        | テレビ朝日系列 | 土曜 11:15 - 11:45           | 遅れネット |        |
| 静岡県       | 静岡朝日テレビ（SATV） | テレビ朝日系列 | 火曜 0:45 - 1:15（月曜深夜） | 遅れネット |        |
| 石川県       | 北陸朝日放送（HAB）    | テレビ朝日系列 | 日曜 11:20 - 11:50           | 遅れネット |        |
| 大分県       | 大分朝日放送（OAB）    | テレビ朝日系列 | 火曜 11:15 - 11:45           | 遅れネット |        |

不定期放送
- 広島ホームテレビ（HOME・広島県） - 主に週末の午前または午後枠で放送。2回連続放送の場合あり。
- 朝日放送テレビ（近畿広域圏） -  主に土曜 15:30 - 16:00または日曜 13:55 - 14:55に2回連続放送することも多いが、つなぎ番組として改編期などを中心に土曜深夜や日曜深夜に放送する場合もある。
- 山口朝日放送（yab・山口県）- 正式なレギュラー放送ではないが、土曜日の午後（主に15:55 - 16:25）に放送している[8][9]。

### 水曜ゴールデン時代
| 放送対象地域   | 放送局                    | 系列           | 放送日時           | ネット状況 |
| -------------- | ------------------------- | -------------- | ------------------ | ---------- |
| 関東広域圏     | テレビ朝日（EX）          | テレビ朝日系列 | 水曜 19:00 - 20:00 | 制作局     |
| 北海道         | 北海道テレビ（HTB）       | テレビ朝日系列 | 水曜 19:00 - 20:00 | 同時ネット |
| 青森県         | 青森朝日放送（ABA）       | テレビ朝日系列 | 水曜 19:00 - 20:00 | 同時ネット |
| 岩手県         | 岩手朝日テレビ（IAT）     | テレビ朝日系列 | 水曜 19:00 - 20:00 | 同時ネット |
| 宮城県         | 東日本放送（khb）         | テレビ朝日系列 | 水曜 19:00 - 20:00 | 同時ネット |
| 秋田県         | 秋田朝日放送（AAB）       | テレビ朝日系列 | 水曜 19:00 - 20:00 | 同時ネット |
| 山形県         | 山形テレビ（YTS）         | テレビ朝日系列 | 水曜 19:00 - 20:00 | 同時ネット |
| 福島県         | 福島放送（KFB）           | テレビ朝日系列 | 水曜 19:00 - 20:00 | 同時ネット |
| 新潟県         | 新潟テレビ21（UX）        | テレビ朝日系列 | 水曜 19:00 - 20:00 | 同時ネット |
| 長野県         | 長野朝日放送（abn）       | テレビ朝日系列 | 水曜 19:00 - 20:00 | 同時ネット |
| 静岡県         | 静岡朝日テレビ（SATV）    | テレビ朝日系列 | 水曜 19:00 - 20:00 | 同時ネット |
| 石川県         | 北陸朝日放送（HAB）       | テレビ朝日系列 | 水曜 19:00 - 20:00 | 同時ネット |
| 中京広域圏     | メ〜テレ（NBN）           | テレビ朝日系列 | 水曜 19:00 - 20:00 | 同時ネット |
| 近畿広域圏     | 朝日放送テレビ（ABC TV）  | テレビ朝日系列 | 水曜 19:00 - 20:00 | 同時ネット |
| 広島県         | 広島ホームテレビ（HOME）  | テレビ朝日系列 | 水曜 19:00 - 20:00 | 同時ネット |
| 山口県         | 山口朝日放送（yab）       | テレビ朝日系列 | 水曜 19:00 - 20:00 | 同時ネット |
| 香川県・岡山県 | 瀬戸内海放送（KSB）       | テレビ朝日系列 | 水曜 19:00 - 20:00 | 同時ネット |
| 愛媛県         | 愛媛朝日テレビ（eat）     | テレビ朝日系列 | 水曜 19:00 - 20:00 | 同時ネット |
| 福岡県         | 九州朝日放送（KBC）       | テレビ朝日系列 | 水曜 19:00 - 20:00 | 同時ネット |
| 長崎県         | 長崎文化放送（ncc）       | テレビ朝日系列 | 水曜 19:00 - 20:00 | 同時ネット |
| 熊本県         | 熊本朝日放送（KAB）       | テレビ朝日系列 | 水曜 19:00 - 20:00 | 同時ネット |
| 大分県         | 大分朝日放送（OAB）       | テレビ朝日系列 | 水曜 19:00 - 20:00 | 同時ネット |
| 鹿児島県       | 鹿児島放送（KKB）         | テレビ朝日系列 | 水曜 19:00 - 20:00 | 同時ネット |
| 沖縄県         | 琉球朝日放送（QAB）       | テレビ朝日系列 | 水曜 19:00 - 20:00 | 同時ネット |
| 富山県         | チューリップテレビ（TUT） | TBS系列        | 土曜 14:00 - 15:00 | 遅れネット |

## スタッフ
- 構成：都築浩、市川篤
- TM：高田格（テレビ朝日）
- TD/SW：清水美保、平間隆啓、神村美穂【週替り】
- CAM：福元昭彦、蝦名岳文、古川雅之、石黒康一、中島祥郎、吉田千明、前田芽生、佐藤邦彦、桝田茂雄【週替り】
- 照明：田中雄哉、松原功幸、大寶学、渡邊英明、竹内未来【週替り】
- 音声：内海覚、林田群士、鈴木涼太、内田楓【週替り】
- VE：飯島崚太、菅野明弘、田辺帆風、二宮紗耶、橋口司、澤田翔平【週替り】
- 美術：加藤由紀子（テレビ朝日）
- セットデザイン：小池芳人（テレビ朝日、以前はデザイン）
- 美術進行：西尾星那【毎週】、渡邊眞太郎、奥田裕美【週替り】
- 大道具：深谷涼介
- 装飾：笠井香歩
- 電飾：佐久間森
- ヘアメイク：川口カツラ店
- EED：山内靖太郎、辻合舞人
- MA：佐々木小都美
- 音効：高橋健人（TSP）
- TK︰池田真梨絵
- 編成：字喜多宏美・辻慈生（テレビ朝日）
- 宣伝：森千明（テレビ朝日）
- デスク：石田涼子
- 技術協力：TSP、MJ、東京オフラインセンター、テレビ朝日サービス
- 美術協力：/tv asahi create
- リサーチ：喜多あおい（2023年11月22日放送分から）、フォーミュレーション、フリード
- CG・イラスト：揺れるコーポ
- 制作協力︰テレビ朝日映像、演陣、太陽カンパニー
- 制作スタッフ：山本海、平井香、菅澤結花、加藤佑里菜、伊藤豪、小川咲希、森彩菜、占部百葉、堤里江、那須彩花、星野啓祐、島津裕貴、田中颯、柴崎祐輔、押方康樹、渡邉碩耶
- ディレクター：下村彩人、鈴木大介、河野拓馬、清水雄登、中瀬勝太、江口幸史郎、高瀬葵、萩原正雄、松原広直、金田倫太朗、池田修大、今井貴大、渕上航平、齋藤誠也、八木淳志、三浦魁（金田→以前は制作スタッフ）【週替り】
- アシスタントプロデューサー：鈴木和則、林田枝利奈、福田真琴、望月裕未、河井丈郎、加藤彩、梶原亜季、田川貴雅、大山明日香、手塚達也（手塚→以前は制作進行）
- 演出：平野隼人、寒川拓郎（2025年5月14日放送分から）
- プロデューサー：藤井裕久・秦一貴（テレビ朝日）、大石展裕・柏瀬絢（テレビ朝日映像、柏瀬→2025年4月2日放送分から）、ふじもと創・新本あじあ（演陣、新本→2023年4月17日放送分から）、名古屋陸（ユーコム、2025年6月11日放送分から）、大澤宏一郎・浦崎茜（太陽カンパニー、浦崎→以前はアシスタントプロデューサー）
- ゼネラルプロデューサー：久保信広（テレビ朝日）
- 制作著作：テレビ朝日

### 過去の出演者・スタッフ
- ナレーション：桐谷蝶々（単発特番時代 - 2023年9月3日放送分　ゴールデンタイム昇格に伴い以前からナレーションを担当していた『有吉の壁』との裏被り回避のため降板）、桑原礼佳（2023年2月8日放送分）
- 構成︰上野耕一郎
- 美術：小山晃弘（テレビ朝日）
- 装飾：中嶋誠宗、河瀬郁子
- 電飾：黒野堅太郎
- EED︰袰主小百合
- 宣伝：松本基弘（当時テレビ朝日）
- 編成：北田暢子（テレビ朝日）
- 制作スタッフ：板敷里央、立岡真海、飯田瀬梨奈、堤里紅、平澤真奈、田中駿祐、今野亜美、柳実莉、新川愛奈、日吉里香、和泉田怜央、山下紗季、森菜々美、森本康平、熱海凪、小西柚葉、佐藤日和、日吉里香
- ディレクター︰藤本達也、中村元紀、岡本晃尚、細田翔太郎、阿部裕太、鈴木朗、藤野智光、門脇泰久、前田康太朗、堀脇宙樹、鈴木龍太郎、細川顕、福井玄樹、中島義天、大野剛史、森奈津実、森山晃樹、細田謙二、松本健人、渡辺伸、八木駿矢、小野塚太我、山城洋昌（金田→以前は制作スタッフ）【週替り】
- アシスタントプロデューサー︰赤城茉奈、山本菜津美、大吉明日香、三ツ木沙織
- 演出・プロデューサー：山田俊介（テレビ朝日）
- 演出：竹嶋正明（テレビ朝日、2025年4月2日放送分から、以前はディレクター）
- プロデューサー︰北村麻美（テレビ朝日、2025年4月2日放送分から）、由芽奈保美・奥貫由佳（太陽カンパニー）、青葉範男（テレビ朝日映像）、高橋由佳、稲垣哲也（稲垣→ユーコム、2025年4月2日放送分から）
- 制作協力：ユーコム（2025年4月2日放送分から）